# Anton Kovalyov
Anton Kovalyov est joueur d'échecs argentin puis canadien né le 4 mars 1992 à Kharkiv en Ukraine. 
Au 1er septembre 2017, Kovalyov est le numéro deux canadien (derrière Ievgueni Bareïev) avec un classement Elo de 2 649 points, qui constitue son record.

## Biographie
Né en Ukraine en 1992, Kovalyov émigra en Argentine en 2000. Il représenta l'Argentine lors de l'olympiade d'échecs de 2008 (il jouait au troisième échiquier). À l'issue de l'olympiade, il reçut le titre de Grand maître international.
Il est installé à Montréal depuis 2007 et a remporté le championnat du Québec en 2009.  
Depuis 2013, Kovalyov représente la Canada auprès de la Fédération internationale des échecs. Il a joué au premier échiquier pour le Canada lors de l'olympiade d'échecs de 2014 et au deuxième échiquier lors de l'olympiade d'échecs de 2016 (médaille d'argent individuelle derrière Vladimir Kramnik).

## Coupes du monde d'échecs
Il a participé à la coupe du monde d'échecs 2015 où il fut éliminé par Fabiano Caruana lors du troisième tour et à la coupe du monde d'échecs 2017 à Tbilissi où il déclara forfait lors du troisième tour. Voir Affaire du bermuda d'Anton Kovalyov.